# Kloster Heilig Kreuz (Augsburg)

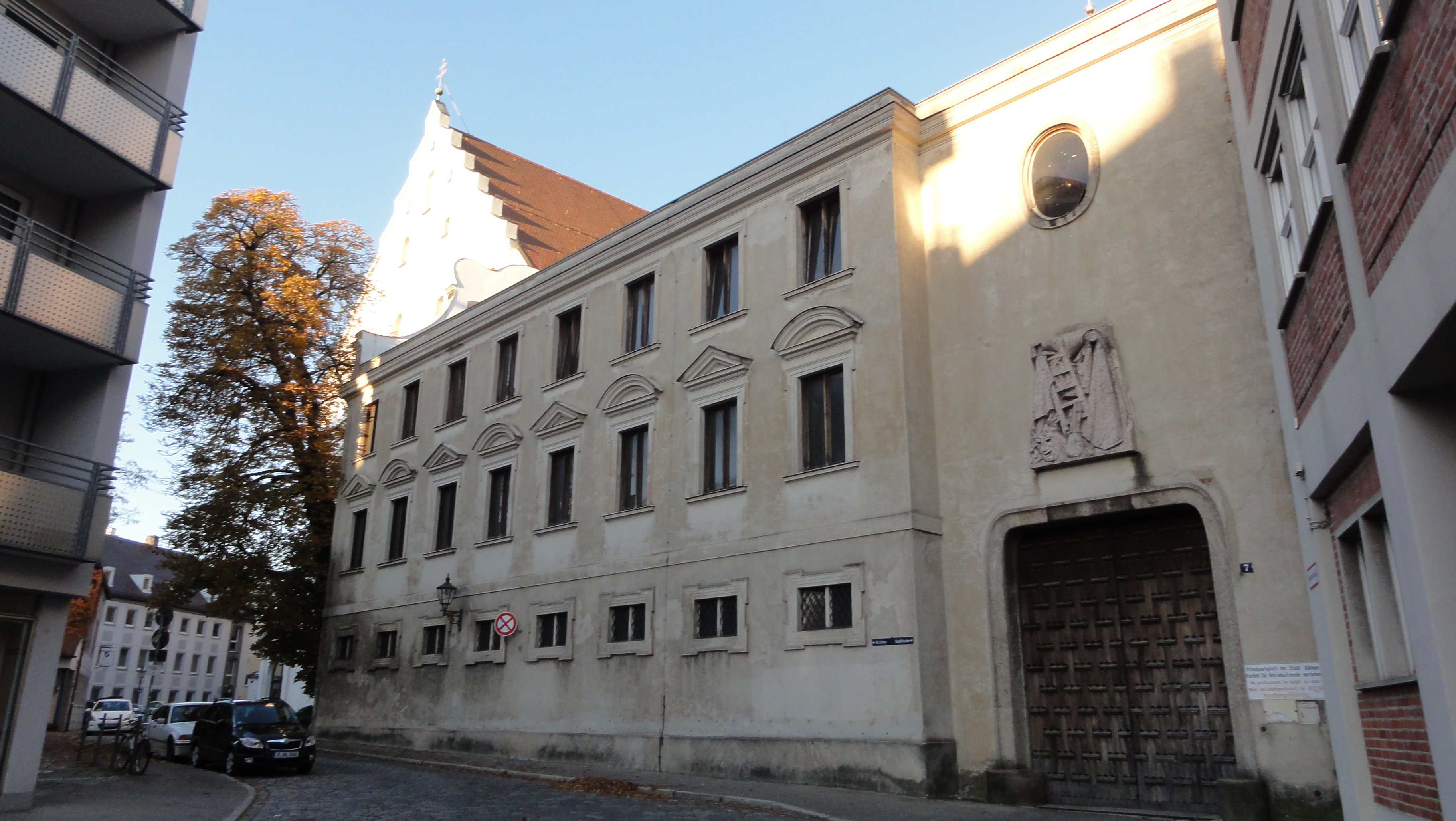
Ehemaliger Prälatenbau des Stifts Heilig Kreuz (Ottmarsgäßchen)

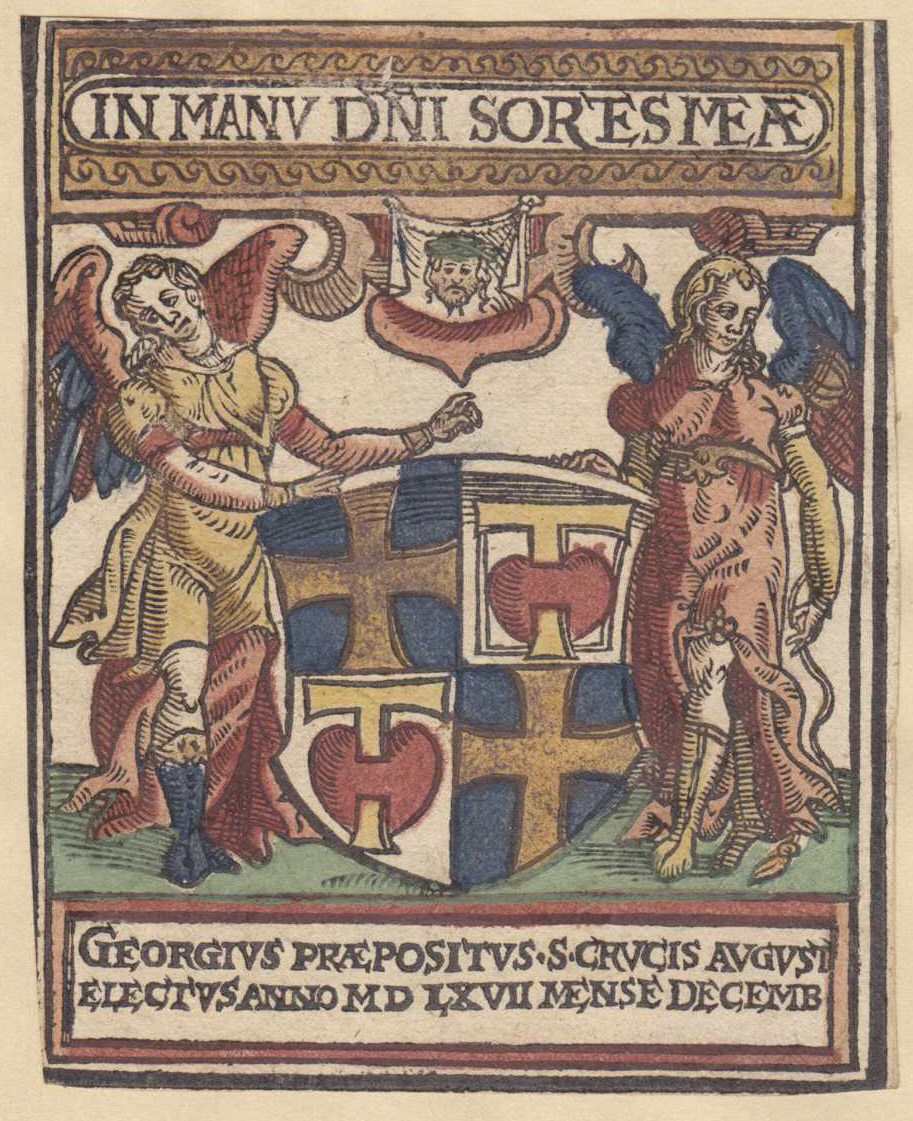
Wappen des Propstes von Heilig Kreuz Georg Faiglin (1567–1572)

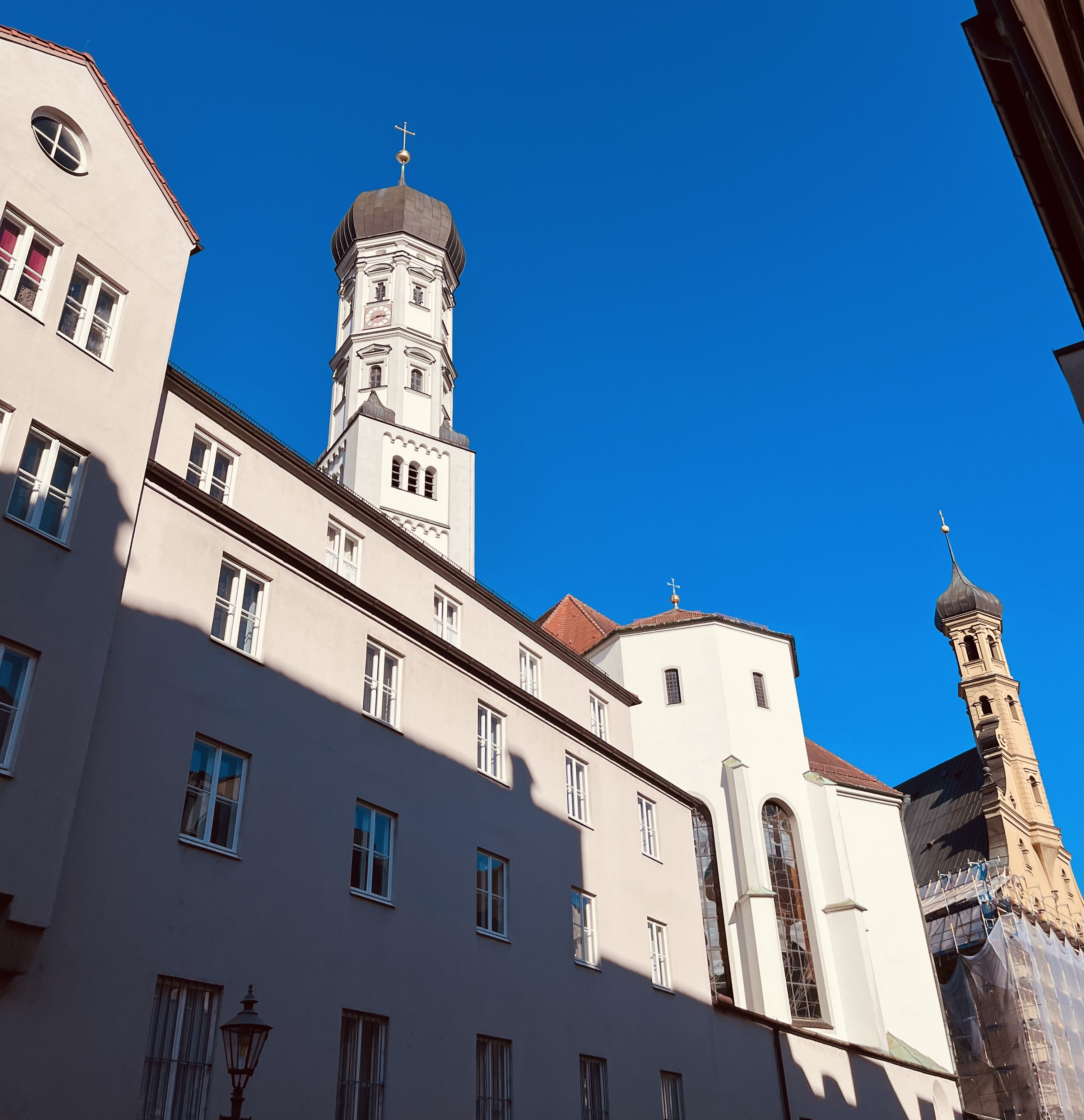
Dominikanerkloster (Ansicht Heilig-Kreuz-Straße)

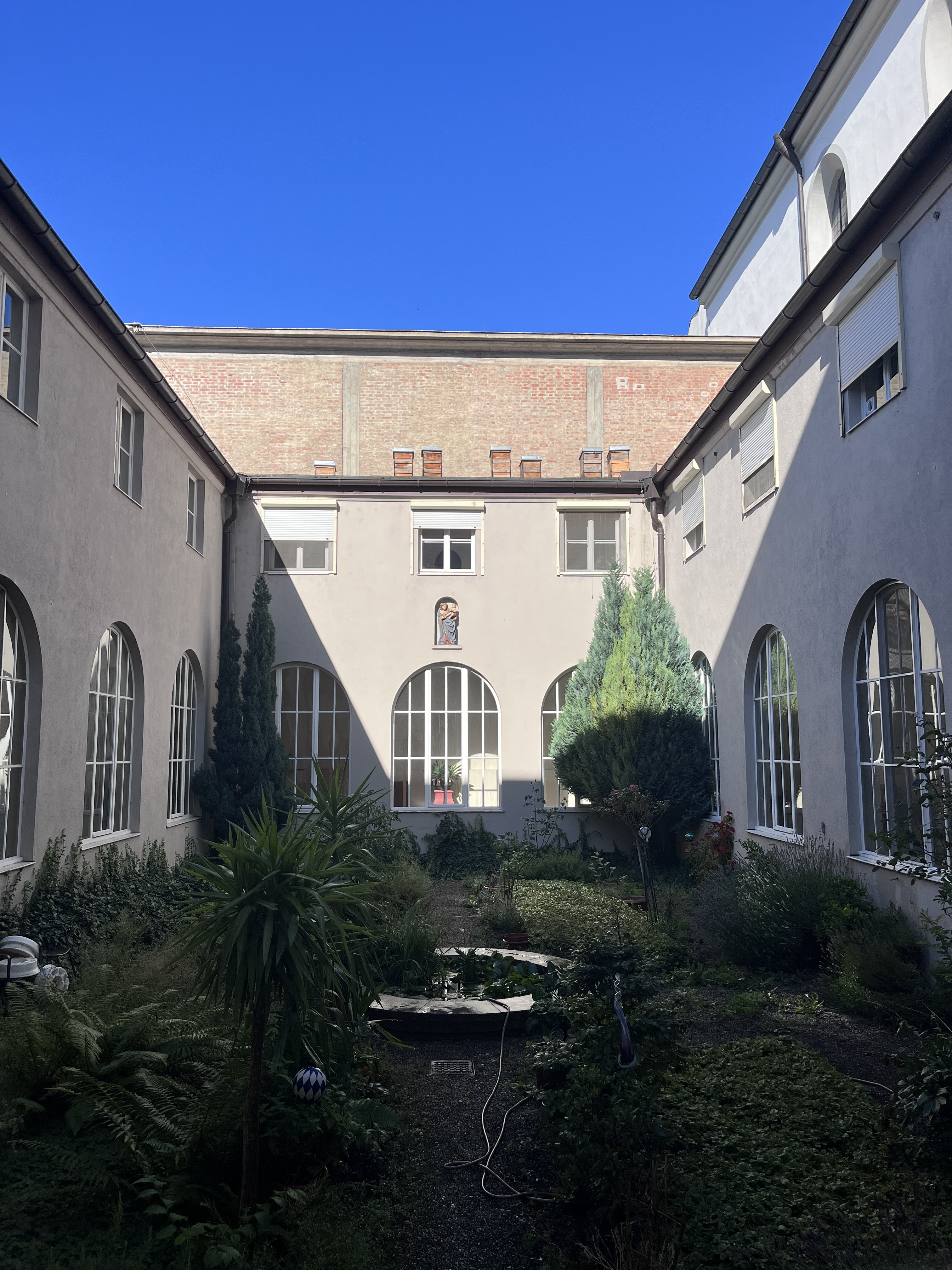
Kreuzgarten

Das Kloster Heilig Kreuz ist ein ehemaliges Augustiner-Chorherrenstift in Augsburg in Bayern in der Diözese Augsburg. Seit 1936 ist es ein Dominikanerkloster. Auf dem Gelände befinden sich auch die katholische und die evangelische Heilig-Kreuz-Kirche.

## Geschichte
Die Ursprünge des Klosters liegen in einem Hospiz, das möglicherweise schon zu Zeiten Bischof Ulrichs existierte. 1143 verlegte Bischof Walter (I.) die Einrichtung vom Perlachberg in die Augsburger Vorstadt. 1159/67 beauftragte Bischof Konrad von Augsburg den Augustiner-Chorherren mit der Betreuung des Spitales. Das Mutterkloster „St. Nikolas im Holz“ bei Muttershofen wurde aufgegeben. Der noch 1154 in Muttershofen ansässige Propst, nahm seinen Sitz in Augsburg. 1199 entstand die Wallfahrt zur Bluthostie „Wunderbarliches Gut“. 

### Neugründung
In den Jahren 1239 bis 1245 wurde eine Neugründung des Klosters unter dem Heilig-Geist-Patrozinium vollzogen und anfangs von Laienbrüdern vom Heilig-Geist-Spital mit betreut. Das Domkapitel verhinderte 1256/61 die bischöfliche Aufhebung. Um 1400 traf das Kloster eine schwere Krise, von dem auch das benachbarte Stift St. Georg betroffen war. Mit der Reform von 1475 begann eine geistige Blüte. Von 1492 bis 1508 erfolgte der Bau einer neuen Stiftskirche (katholische Heilig-Kreuz-Kirche). Mit dem Verbot der katholischen Messe in Augsburg, während der Reformationszeit, musste der Konvent von 1537 bis 1546 nach Dillingen ins Exil gehen. 
Auf dem Klosterfriedhof befand sich seit 1210 die Ottmarskapelle, die 1450 neu erbaut wurde und 1525 an die Protestanten übertragen wurde (evangelische Heilig-Kreuz-Kirche). Unter Berufung auf das Restitutionsedikt ließ der damalige Propst 1629 das protestantische Predigthaus abbrechen. 1635 suchten die Chorherren erneut vor den anrückenden Schweden auf dem Kloster Herrenchiemsee Schutz.
Der Konventtrakt wurde zwischen 1683 und 1687 unter der Amtszeit des Propstes Christoph Bader durch einen dreigeschossigen Neubau von Michael Thumb
im Barockstil ersetzt. Von 1716 bis 1719 erfolgte die Barockisierung der Stiftskirche durch Johann Jakob Herkommer. 

### Auflösung
Das Kloster wurde 1802/03 im Zuge der Säkularisation aufgelöst und in eine Kaserne umgewandelt. Bei der Aufhebung lebten noch 23 Stiftsherren im Konvent. Die Kirche wurde Filiale der Dompfarrei mit einem Wallfahrtsbeneficium. In den Klostergebäuden wurde zwischen 1894 und 1925  eine Baugewerkschule (Vorgänger der heutigen Hochschule) untergebracht. Im Jahr 1932 übernahmen Dominikaner die Klosteranlage von Heilig Kreuz.
Bei den Luftangriffen auf Augsburg in der Nacht vom 25. auf den 26. Februar 1944 wurde das Dach, die Gewölbe, und fast die gesamte Innenausstattung der katholischen Heilig-Kreuz-Kirche zerstört. Die Klostergebäude erlitten Totalschaden. Die Fassade des Prälatenbaues wurde bis 1956 saniert und in den Neubau des Theatermagazins integriert. 2020 entschloss sich der Dominikanerorden die Seelsorge der Wallfahrtskirche an das Bistum Augsburg zurückzugeben.

## Grundherrschaft
Durch eine Schenkung von Bischof Walter (I.) von Dillingen im Jahre 1150 wurde der Grundstein der Besitzungen des Hospitales und späteren Augustiner-Chorherrenstiftes gelegt.
Der ausgedehnte Bezirk um Margertshausen entwickelte sich zum Mittelpunkt der ostschwäbischen Besitzungen. Das gleichnamige Amt mit Vogteirechten die ebenfalls an das Stift gefallen waren, verwaltete Anfang des 18. Jahrhunderts die Ortschaften die vollständig oder teilweise dem Stift mit der Niedergerichtsbarkeit unterstanden. Die weiteren Liegenschaften waren als kleinere Besitzungen zusammengefasst.
Der Gründungsort des Klosters, Muttershofen war auch nach der Verlegung des Klosters nach Augsburg in seinem Besitz geblieben.

### Verwaltungsgliederung

#### Landkreis Augsburg
- Amt Margertshausen: Adelsried (77 Anwesen), Reitenbuch (6 Anwesen), Ustersbach (1 Anwesen), Wollmetshofen (Felder)[4]
- Kleinere Besitzungen: Döpshofen (39 Anwesen), Ehgatten (3 Anwesen), Gablingen (1 Anwesen), Gersthofen (5 Anwesen), Kruichen (14 Anwesen), Herpfenried (1 Mühle), Stadtbergen (5 Anwesen), Rettenbergen (1 Anwesen), Fischach (12 Anwesen), Muttershofen (5 Anwesen), Schlipsheim (29 Anwesen)

#### Landkreis Wertingen
- Biberbach (1 Anwesen), Bocksberg (1 Anwesen), Erlingen (1 Anwesen), Hegnenbach (27 Anwesen), Herbertshofen (1 Anwesen), Laugna (4 Anwesen), Marzelstetten (2 Anwesen), Monburg (4 Anwesen), Ostendorf (1 Anwesen), Prettelshofen (1 Anwesen), Rieblingen (1 Anwesen), Roggden (2 Anwesen), Zusamaltheim (1 Anwesen)[5]

### Wappen
Dem Wappen von Heilig Kreuz (Goldenes Kreuz auf blauem Grund) sind die Wappen folgender heutiger Ortschaften entlehnt

Adelsried
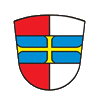
Hegnenbach
Döpshofen
Laugna
Lützelburg
Margertshausen
Schlipsheim